# 일본 문부과학성
문부과학성(일본어: 文部科学省 몬부카가쿠쇼[*], Ministry of Education, Culture, Sports, Science and Technology, 약칭 : MEXT)은 일본의 행정조직으로, 대한민국의 과학기술정보통신부, 교육부, 문화체육관광부에 해당된다.

## 설치 근거 및 소관 업무

### 설치 근거
- 문부과학성설치법 제2조

### 소관 업무
- 교육의 진흥 및 평생학습의 확진을 중핵으로 한 풍부한 인간성을 갖춘 창조적인 인재의 육성
- 학술, 스포츠 및 문화의 진흥 및 과학기술의 종합적인 진흥
- 종교에 관한 행정사무

## 연혁
- 1871년(메이지 4년) 9월 2일: 문부성을 설치.
- 1956년(쇼와 31년) 5월 19일: 과학기술청을 설치.
- 2001년(헤이세이 13년) 1월 6일: 문부성과 과학기술청을 통합하여, 문부과학성을 설치.

## 조직

### 간부
- 대신 1인
- 부대신 2인
- 대신정무관 2인
- 사무차관 1인
- 과학심의관 2인

### 내부부국
| - 인사과 - 총무과 - 회계과 - 정책과 - 국제과 | - 시설기획과 - 시설조성과 - 계획과 | - 정책과 - 평생학습추진과 - 정보교육과 - 사회교육과 - 남녀공동참획학습과 | - 초등중등교육기획과 - 재무과 - 교육과정과 - 아동학생과 - 유아교육과 - 특별지원교육과 - 국제교육과 - 교과서과 - 교직원과 | - 고등교육기획과 - 대학진흥과 - 전문교육과 - 의학교육과 - 학생·유학생과 - 국립대학법인지원과 |

| - 사학행정과 - 사학조성과 | - 정책과 - 기획평가과 - 인재정책과 - 연구개발기반과 - 산업연계·지역지원과 | - 진흥기획과 - 기초연구진흥과 - 학술기관과 - 학술연구조성과 - 생명과학과 | - 개발기획과 - 지진·방재연구과 - 해양지구과 - 환경에너지과 - 우주개발이용과 - 원자력과 |

| - 중앙교육심의회 - 교과용도서검정조사심의회 - 대학설치·학교법인심의회 | - 국립교육정책연구소 - 과학기술·학술정책연구소 | - 일본학사원 - 지진조사연구추진본부 - 일본유네스코국내위원회 |

### 지방지분부국
문부과학성은 전국을 분할망라하는 지방지분부국을 갖지 않는다. 과거 지방에 있는 대학과 지방교육위원회의 시설 정비에 관한 보조금 업무를 수행하는 "○○ 지방공사사무소"가 국립대학의 부지 내에 존재했지만, 국립대학의 법인화에 따라 폐지되었다. 
보조금 교부 업무는 본부에서 실시하면 충분하며, 교육행정은 지방의 업무이기 때문에 필요가 없다는 것이 폐지 이유이다.

### 외국
- 스포츠청
- 문화청

## 직원
일반직 재직자 수는 2011년 1월 15일 기즌으로 문부과학성 전체 2,247명(여성 447명)이다. 기관별 내역은 본성이 2,002명, 문화청 245명이다. 행정기관 직원 정원령에 정해진 문부과학성의 정원은 별정직 1명을 포함 해 2,204명이다. 본성과 각 외국별 정원은 성령인 문부과학성정원규칙에서 본청 1,968명, 문화청 236명으로 규정하고 있다.
문부과학성 직원은 일반직 국가공무원이므로, 노동기본권 중 쟁의권과 단체협약체결권은 국가공무원법에 의해 인정되지 않는다. 단결권은 인정하고, 직원은 노동조합으로 국가공무원법규정하는 "직원단체"를 결성, 혹은 결성하지 아니하거나 이에 가입, 또는 가입하지 않을 수 있다(국가공무원법 제108조의2 제3항). 2011년 3월 31일 현재 인사원에 등록된 직원 단체는 존재하지 않는다. 2005년 이후 조직률이 몇 퍼센트의 상황이 이어 2011년에는 마침내 0%로 나타났다. 일단 일본 국가공무원 노동조합 연합회 가맹 문부과학성 직원 노동조합이 활동하고 있었지만, 2011년 3월 31일로서 해산했다.

## 같이 보기
- 문부과학대신
- 문부과학부대신
- 문부과학대신정무관
- 문부과학사무차관
- 과학심의관
- 대한민국 교육부
- 대한민국 과학기술정보통신부